# داء البلعمة
داء البلعمة  أو بلعمة الدم (بالإنجليزية:  Hemophagocytic lymphohistiocytosis)‏ هو مرض مناعي وليس سرطاني، لكنه يشبه مرض السرطان في طبيعته وطريقة علاجه. وهو من الأمراض النادر الإصابة بها، قد يصيب أي فئة عمرية، لكنه شائع بين الأطفال صغار السن خاصة ما دون السنة بنسبة 70 %، وقد يتواجد لدى الأطفال حديثي الولادة وتتساوى نسبة الإصابة به بين الذكور والإناث.

## الأنواع
يصنف داء البلعمة إلى نوعين:
1. داء البلعمة الأساسي (العائلي) :
هو مرض وراثي ينتقل على جين متنحي، أعلى نسبة إصابة به هي خلال السنتين الأولى من عمر الطفل ونسبة ظهوره عند الاخوة الآخرين هي 25 %  وقد يودي بحياة الطفل إذا لم يتم علاجه.
2. داء البلعمة الثانوي (فيروسي):
سببه فيروسي، أعلى نسبة إصابة عمريه هي 6 سنوات أو أكبر، يتطور بعد ظهور خلل في نظام جهاز المناعة قد يكون نتيجة أخذ علاجات مثبطة للمناعة.
ومن الجدير بالذكر أنه حتى لو كان المرض من الصنف الثاني (فيروسي) فإنه لا يمكن استبعاد ان يكون من النوع العائلي الوراثي.

## الأسباب
لا يوجد هناك سبب معروف لهذا المرض، لكن اجتهد العلماء في وضع بعض الفرضيات والدراسات مثل حدوث تغيرات وراثية جينية على بعض من الكروموسومات بالإضافة إلى حدوث تغيرات في وظيفة الجهاز المناعي مثل تكاثر وتراكم نوع من خلايا كريات الدم البيضاء التي تعتبر جزء من جهاز المناعة في الجسم  وتسمى خلايا ليمفوسايت، السيتوكينز وخلايا البلعمة والتي (وظيفتها التخلص من الأجسام الغريبة والميكروبات التي قد تخترق جهاز المناعة الأولي عن طريق بلعها (وتتواجد هذه الخلايا في الكبد، الطحال، نخاع العظم، الجهاز العصبي والجلد. وهذا المرض يحدث خلل في وظيفة كل من هذه الخلايا المناعية (خلايا اليمفاوية، خلايا البلعمة)  بدل من أن تقوم ببلع الأجسام الغريبة والميكروبات تتراكم في الأعضاء السابق ذكرها وتقوم ببلع خلايا الدم الحمراء والبيضاء والصفائح مسببة نقص في كل منها.

## المراحل
لا يوجد نظام متبع لتحديد مراحل المرض مثل باقي الأمراض الأخرى، لكنه يبدأ بمرحلة مبكرة وتظهر بعض الأعراض البسيطة مثل ارتفاع درجة الحرارة وانتفاخ البطن إلى مرحلة متقدمة حيث تظهر أعراض أكثر خطورة مثل إصابة الدماغ وظهور بعض التغيرات العصبية مثل التشنجات وارتخاء العضلات وعدم القدرة على المشي.

## الأعراض
- نقص في معدل كريات الدم البيضاء والحمراء والصفائح الدموية مسببة نقص المناعة وفقر الدم ونزيف
- تضخم الغدد الليمفاوية
- تضخم الكبد والطحال
- ظهور طفح جلدي
- تغيرات عصبية مثل(تشنجات، تصلب في الرقبة، تغيرات في مرونة العضلات....)

## التشخيص
بناء على جمعية أمراض مناعة الهستوسيت (HISTOCYTE SOCIETY) 
يجب توفر أول خمسة أعراض لتشخيص المرض :
1. الحرارة
2. انخفاض في عدد كريات الدم الحمراء والبيضاء والصفائح.الدموية
3. تضخم في الطحال
4. ارتفاع في مستوى ثلاثي الغليسريد وانخفاض مستوى الفبرينوجين في الدم
5. وجود خلل في وظيفة الخلايا البلعمية
6. انخفاض أو انعدام تواجد نشاط لخلايا الدفاع الطبيعية في الجسم
7. ارتفاع مستوى الفريتين (بروتين مسؤول عن تخزين الحديد داخل الخلايا) في الدم
8. ارتفاع في مستوى علامات مناعية لخلايا المرض مثل IL2- soluble receptors ،CD25:

 الفحوصات التي يحتاجها المريض  :
- فحص دم ومسح شامل للتأكد من خلو الجسم من الالتهابات الناجمة عن فيروسات
- أخذ عينة من نخاع العظم للتأكد من خلوه من المرض
- عمل فحص جيني لتحديد نوع المرض هل هو ناتج عن طفرة جينية وراثية أم لا
- عمل خزعة السائل الشوكي للتأكد من خلوه من المرض وأحيانا تؤخذ إذا كان المريض يعاني من ارتفاع في مستوى السائل الشوكي
- عمل فحوصات إشعاعية مثل أشعة مقطعية ومغناطيسية إذا استدعى الأمر

## العلاج
يوجد عدة طرق للعلاج أهمها:
العلاج الفيروسي
يستخدم في النوع الثاني للمرض الناتج عن الالتهابات الفيروسية لكن للأسف لم يحقق النتائج المرغوبة حيث أظهرت بعض الفيروسات مقاومتها لهذا النوع من العلاج.
العلاج المثبط للمناعة
يستخدم نوع من العلاج يسمى (سيكلوسبورين أ) (cyclosporine A) وأثبت  فعالية ملحوظة مع علاج الكوريتزون في تخفيف حدة الأعراض والسيطرة على المرض.
العلاج الكيميائي
يستخدم نوع واحد من العلاجات الكيميائية وهو (اتوبسيد) -(VP16)(ETOPOSIDE) الذي يسيطر على المرض ويوقف من النشاط غير الطبيعي لخلايا المناعة، كما يستخدم نوع آخر من العلاج الكيميائي( مثوتركسيت) (Methotrexate) يعطى عن طريق السائل الشوكي للمريض وهذا العلاج يعطى لعدد معين من المرضى الذين يعانون من انتشار المرض لسحايا المخ والحبل الشوكي.
زراعة نخاع العظم
تعتبر المرحلة الأخيرة من العلاج، تبدأ عملية زرع النخاع العظمي حالما تظهر علامات الاستجابة للعلاج الكيميائي والعلاج المثبط للمناعة بحيث تتلاشى بعض أعراض المرض وتبدأ فحوصاته تتقارب من الحد الطبيعي عندها يستحسن المباشرة بالزراعة حيث أنها تزيد من نسبة الشفاء.